# DJ Spooky
DJ Spooky o DJ Spooky, That Subliminal Kid, pseudonimo di Paul D. Miller (Washington, 6 settembre 1970), è un musicista e disc jockey statunitense.

## Biografia
Dopo essersi laureato in letteratura francese e filosofia, ed aver lavorato come disc jockey, si trasferì a New York dove fondò la corrente musicale Soundlab (presto divenuta nota come "movimento illbient"), che comprendeva, fra gli altri, i We, Byzar, e Sub Dub. Miller avviò una carriera solista durante la metà degli anni novanta con alcuni EP e l'album Songs of a Dead Dreamer (1996). Parallelamente a quella di musicista, Miller ha intrapreso l'attività di scrittore per testate giornalistiche specializzate in musica, ed è stato autore di opere d'arte audiovisive quali Rebirth of a Nation, una revisione del film Nascita di una nazione di David Wark Griffith.

## Stile musicale
Oltre ad essere il musicista di hip hop sperimentale e strumentale più noto, viene spesso citato come uno dei maggiori esponenti dello stile illbient, che unisce ambient, hip hop astratto, e atmosfere "urbane". Spesso ispirata a complesse teorie artistiche, la musica di Miller risente inoltre l'influenza di compositori d'avanguardia del passato (John Cage, Karlheinz Stockhausen, Olly Wilson, Gertrude Stein, Steve Reich, Philip Glass e molti altri), dell'old school rap (Grandmaster Flash e Kool Herc), del manifesto futurista l'arte dei rumori, dei gamelan e della "Musique d'ameublement" di Erik Satie. Secondo quanto dichiarò, si ispiró, inoltre, ad un'esperienza vissuta in prima persona: assunse una quantità eccessiva di LSD durante un DJ set. Descrivendo quella vicenda dichiarò:

## Discografia parziale
- 1996 – Necropolis (con artisti vari)
- 1996 – Songs of a Dead Dreamer
- 1998 – Synthetic Fury EP
- 1998 – Haunted Breaks Volume I
- 1998 – Haunted Breaks Volume II
- 1998 – Riddim Warfare
- 2001 – Under the Influence
- 2002 – Songs of a Dead Dreamer
- 2002 – Modern Mantra
- 2002 – Optometry
- 2004 – Riddim Clash (con Twilight Circus Dub Sound System)
- 2005 – Drums of Death (con Dave Lombardo)
- 2009 – The Secret Song
- 2013 – Of Water and Ice